# Ziggy Rozalski
Ziggy Rozalski, właściwie Zbigniew Rozalski (ur. 30 czerwca 1958 roku w Wichulcu)  – promotor boksu polskiego pochodzenia mieszkający w USA. Reprezentował polskich bokserów Andrzeja Gołotę i Tomasza Adamka.

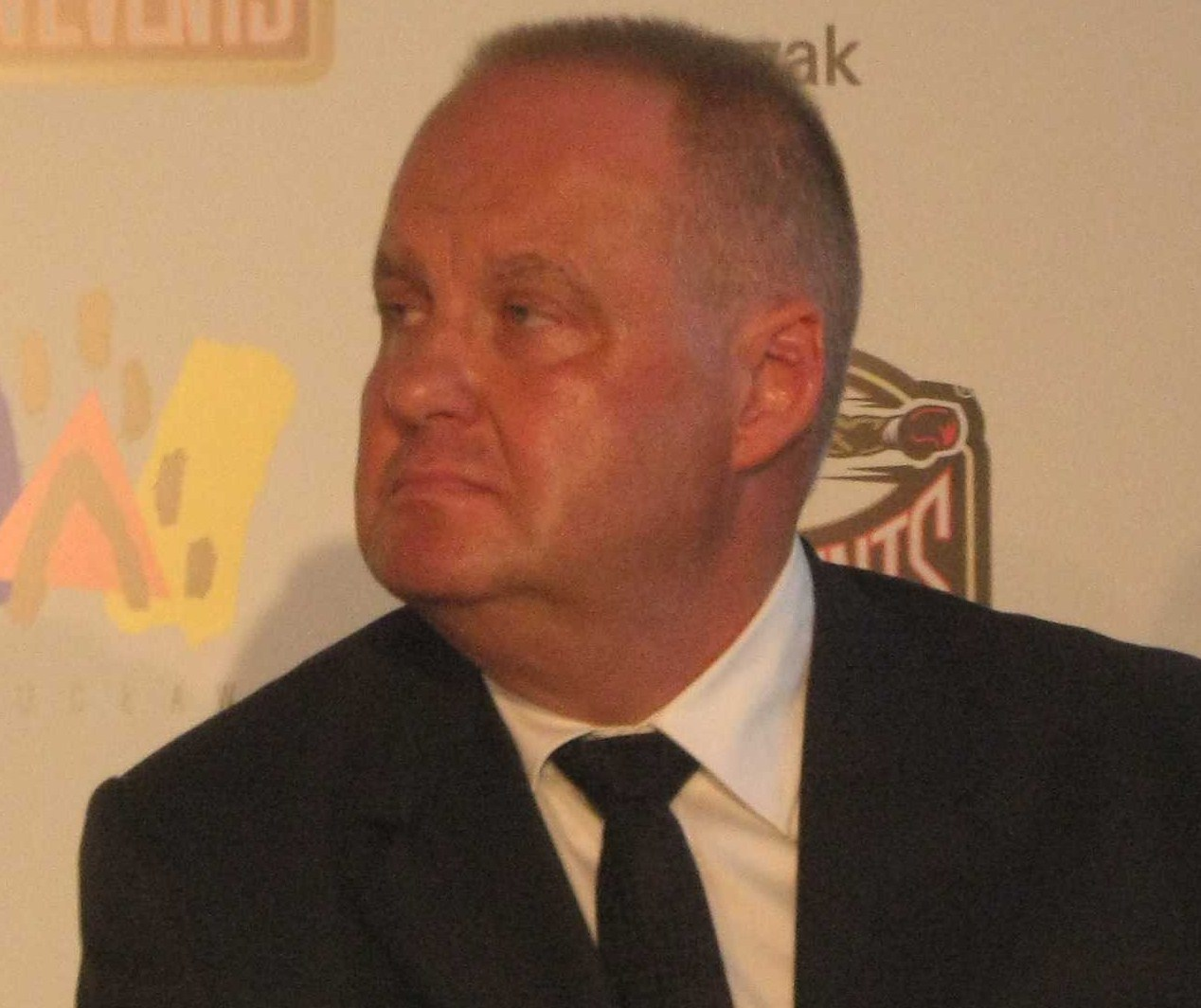
Ziggy Rozalski

Jego ojciec był żołnierzem Ludowego Wojska Polskiego, który zginął trzy miesiące przed jego narodzinami. W 1973 roku w wieku 15 lat poleciał z matką do USA. W wieku 19 lat kupił limuzynę i świadczył usługi transportowe w  Nowym Jorku; potem otworzył tam warsztat samochodowy. W 1995 roku kupił klub fitness „Rocky Marciano Gym” w New Jersey.

## Życie prywatne
Ma żonę Dianę oraz trzy córki: Stephanie, Michelle, Catherine.